# Adiantum flabellum
Adiantum flabellum är en kantbräkenväxtart som beskrevs av Carl Frederik Albert Christensen. Adiantum flabellum ingår i släktet Adiantum och familjen Pteridaceae. Inga underarter finns listade.